# Солнце (школа)
Школа СОлНЦе — специализированный олимпиадно-научный центр, муниципальная общеобразовательная школа-интернат, продолжатель традиций Академического колледжа при Казанском университете.

## История

### Открытие школы
15 мая 2013 года было подписано Постановление Исполнительного комитета г. Казани № 4402 об открытии с 1 августа 2013 года Специализированного олимпиадно-научного центра (школы-интерната) «СОлнЦе» в здании, в котором с 1992 по 2000 год располагался Академический колледж при КГУ. Среди инициаторов создания школы — доцент КФУ, Заслуженный учитель России Валентина Сочнева; доктор биологии Университета Хельсинки Михаил Павельев; обладатель Гранта Президента РФ 2010 Юрий Королев; создатель и руководитель детской общественной организации «Космические разведчики» Игорь Григорьев; выпускники Академического колледжа — поэт, кандидат филологических наук, доцент кафедры журналистики КФУ, редактор службы национального вещания ГТРК «Татарстан», член союза журналистов РФ и союза писателей РТ Айрат Бик-Булатов и помощник Президента Республики Татарстан по вопросам сохранения исторического и культурного наследия РТ Олеся Балтусова.

### Этапы становления
После принятия Постановления об открытии школы были набраны преподаватели и учащиеся. Но школа не была должным образом подготовлена к 1 сентября. Учредитель, исполком Казани, не выделил средств ни на текущий ремонт, ни на зарплату учителям. Прокуратура, в свою очередь, санкционировала проверки Роспотребнадзора и Пожарной инспекции. 29 октября 2013 года районный суд Казани принял решение прекратить образовательную деятельность школы. Борьба за «Солнце» шла почти год. Одним из тех, кто помог сохранить школу, был ученик Никита Алкин. Призёр Всероссийской олимпиады по биологии 31 октября создал петицию в пользу сохранения школы, за 8 месяцев её подписало более 83 тысяч человек. 29 мая 2014 года Президент Татарстана Рустам Минниханов написал резолюцию с поручением мэру Казани и Министру образования Республики «решить все вопросы и доложить о результатах» по ситуации со школой «СолНЦе», а также с просьбой к мэру Казани Ильсуру Метшину «взять её (ситуацию) под свой личный контроль». Лицензия на образовательную деятельность была подписана 20 июня 2014 года.
Борьба за создание цивилизованных условий для инновационной школы на этом не закончилась. Мэрия Казани выделила для «Солнца» часть здания школы № 1 на улице Лево-Булачной. В старом здании школы «СОлНЦе» нет места для таких элементарных помещений, как столовая и спортзал. Весной 2013 года было обещано сделать пристрой, но все тогда закончилось разговорами. В октябре 2014 года к проблемам «Солнца» прислушались в Правительстве Татарстана. Было выделено 13,3 миллионов на ремонт здания.
В 2014 году на телеканале «Культура» вышел фильм о школе СОлНЦе и о её директоре Павле Шмакове. 11 февраля 2015 года школе СОлНЦе было выдано Свидетельство о государственной аккредитации.

## Педагогические идеи
Педагогические идеи, над которыми размышляет и которыми руководствуется коллектив школы, близки к идеям выдающегося российского учителя и директора «Школы самоопределения» в Москве Александра Тубельского и основателя школы «Саммерхилл» в Великобритании Александра Нилла. Апробирование этих идей в Казани начиналось в Академическом колледже при КГУ. Принимая за основу работу с детьми в школе, которая открыта любому ребёнку, учителя в «СОлНЦе» стремятся развить в детях интеллектуальную увлеченность. Модель управления школой, основанная на ролевой многофункциональности, разработана учителями и научными работниками Академического колледжа.

## Образовательный процесс
Приём обучающихся осуществляется в 3—11 классы. Уроки в школе ведут учитель математики и информатики высшей категории Юрий Королев, учитель математики высшей категории, 10 кандидатов и докторов наук.
Учителями и научными работниками ведутся в «СОлНЦе» олимпиадные и интеллектуальные кружки для городских школьников, проводятся олимпиады для старшеклассников и Лаборатории увлекательной науки (ЛУНа) для дошкольников и младших школьников. Существенно, что эти занятия бесплатны и ориентированы на любого ребёнка. Учащиеся регулярно принимают участие во Всероссийской олимпиаде школьников (5 участников заключительного этапа в 2014—2015 году из 99 учеников).
Школа «СОлНЦе» тесно сотрудничает с Летней профильной школой «Квант», дружит с инновационными школами России, такими как Лицей «Вторая школа», начинает сотрудничество с Высшей школой экономики. В Попечительском Совете школы — учёные и педагоги России, США, Финляндии, Италии, Франции, Канады.